# Yuto Uchida
Yuto Uchida (内田 裕斗 Uchida Yuto?, Osaka, 29 de abril de 1995) es un futbolista japonés que juega como defensa en el Vegalta Sendai de la J2 League.

## Trayectoria

### Clubes
| Club                      | País  | Año       |
| ------------------------- | ----- | --------- |
| Gamba Osaka               | Japón | 2014-2015 |
| J. League sub-22 (cedido) | Japón | 2014      |
| Tokushima Vortis (cedido) | Japón | 2015      |
| Tokushima Vortis          | Japón | 2016-2019 |
| Sagan Tosu                | Japón | 2020-2021 |
| Vegalta Sendai            | Japón | 2022-     |

## Palmarés

### Títulos nacionales
| Título             | Club        | País  | Año  |
| ------------------ | ----------- | ----- | ---- |
| Copa J. League     | Gamba Osaka | Japón | 2014 |
| J1 League          | Gamba Osaka | Japón | 2014 |
| Copa del Emperador | Gamba Osaka | Japón | 2014 |